# Flashback (1990)
Flashback är en amerikansk actionkomedi från 1990 i regi av Franco Amurri.

## Handling
FBI har jagat den radikale hippien Huey Walker i åratal. När han till slut arresterats ska den unge agenten Buckner eskortera honom till häkte men det visar sig att Buckner har tätare kopplingar till Walker än han vill erkänna, framför allt för sig själv.

## Rollista i urval
- Dennis Hopper - Huey Walker
- Kiefer Sutherland - FBI-agent John Buckner
- Carol Kane - Maggie
- Cliff De Young - sheriff Hightower
- Paul Dooley - FBI-agent Stark
- Michael McKean - Hal Cresciman
- Richard Masur - Barry
- Kathleen York - Sparkle